# Irony (노래)
〈irony〉(아이러니)는 kz가 작사·작곡·프로듀서를 담당한 ClariS의 노래 중 하나이다. 《내 여동생이 이렇게 귀여울 리가 없어》의 테마곡으로도 사용되었으며, ClariS에 따르면 그 가사 내용은 솔직하지 못한 10대 소녀의 마음을 그린 내용이라고 한다.

## 싱글 수록곡

### 첫회 생산 한정반·통상반

#### CD 싱글
1. irony [4:19]
* 작사·작곡·편곡: kz
2. 마음의 인력(ココロの引力 [3:49]
* 작사: mavie / 작곡: 中村匡 / 편곡: SiZK
3. Neo Moon [3:59]
* 작사: 오쿠무라 이온(奥村イオン) / 작곡: 요시다 위사오(吉田ゐさお) / 편곡: 요코 코헤이
4. irony ( Instrumental ) [4:17]

#### DVD (첫회 한정반만)
1. irony (Music Video)

### 오레이모 반

#### CD 싱글
1. irony [4:19]
2. 마음의 인력 [3:49]
3. Neo Moon [3:59]
4. irony-TV Mix- [1:29]